# Phoradendron coriaceum
Phoradendron coriaceum är en sandelträdsväxtart som beskrevs av Carl Friedrich Philipp von Martius och August Wilhelm Eichler. Phoradendron coriaceum ingår i släktet Phoradendron och familjen sandelträdsväxter. Inga underarter finns listade i Catalogue of Life.